# 34156 Gopalakrishnan
34156 Gopalakrishnan este o planetă minoră (asteroid), cu un diametru de 3,007 km, din centura de asteroizi. A fost descoperită pe 25 august 2000 la Experimental Test Site⁠(d) de Lincoln Near-Earth Asteroid Research. 
Obiectul prezintă o orbită caracterizată de o semiaxă mare de 2,3634604 UAi, o excentricitate de 0,14, o înclinație de 4,6845 ° în raport cu ecliptica.